# Leptocroca
Leptocroca é um gênero de traça pertencente à família Agonoxenidae.